# Campania din Serbia (Primul Război Mondial)
Campania din Serbia s-a desfășurat din iulie 1914, când Austro-Ungaria a invadat Serbia la începutul Primului Război Mondial, până la sfârșitul anului 1915, când a fost format Frontul din Macedonia. Frontul s-a întins de la Dunăre până în Macedonia, în care au fost implicate forțe din partea mai multor combatanți ai războiului.
Armata Sârbă a fost diminuată foarte mult spre finalul războiului, scăzând de la punctul culminant de 420.000 la aproximativ 100.000 în momentul eliberării. Regatul Serbiei a pierdut 1.100.000 de locuitori în perioada războiului (atât pierderi militare cât și civile), reprezentând peste 27% din populația totală. Potrivit guvernului iugoslav din 1924, Serbia a pierdut 265.164 de soldați sau 25% din persoanele implicate în total. Comparativ cu pierderile Franței de 16,8%, Germaniei de 15,4%, Rusiei de 11,5% și Italiei de 10,3%.

## Preludiu
Pe 23 iulie, Austro-Ungaria a cerut Serbiei să respecte declarația acesteia din martie 1909 către Marile Puteri de a menține relații apropiate cu Austro-Ungaria și a emis Ultimatumul din iulie. Drept răspuns, Serbia a acceptat toate punctele, cu excepția punctului #6, în care se cerea o anchetă penală împotriva acelor participanți la conspirație ce au fost prezenți în Serbia și să permită unei delegație austriece să participe la anchetă. Ambasadorul austro-ungar a respins răspunsul la fața locului și s-a întors la Viena. Austro-Ungaria a declarat război Serbiei pe 28 iulie 1914, izbucnind Primul Război Mondial.
Din motive complexe, disputat dintre Austro-Ungaria și Serbia a escaladat în cea ce este cunoscut ca fiind Primul Război Mondial, în care au fost implicate Rusia, Germania, Franța și Marea Britanie. După o săptămână, Austro-Ungaria a fost nevoită să facă față unui război cu Rusia, care la acea vremea avea cea mai mare armată din lume. Ca urmare, Serbia a devenit doar un alt front de luptă intensă care a început să se manifeste de-a lungul frontierei Austro-Ungaria cu Rusia. Serbia a avut o armată cu experiență, în care s-a luptat în două războaie în ultimii doi ani, dar a fost, de asemenea, epuizată și prost echipată iar austro-ungari au crezut că va fi înfrântă în mai puțin de o lună.
Strategia Serbiei a fost să reziste cât mai mult în speranța că rușii vor înfrânge principala Armată Austro-Ungară. Grija permanentă a Serbiei a fost ostilitatea Bulgariei, cu care s-a luptat de mai mulți ani, ultima fiind în 1913.
La începutul războiului, armata sârbă avea aproximativ 180.000 de soldați, sub conducerea mareșalul (Vojvoda) Radomir Putnik. Cu toate acestea, el se afla în stare precară de sănătate într-un spital din Budapesta. Guvernul austro-ungar l-a arestat la spital, dar mareșalul a fost ulterior eliberat după intervenția personală a Feldzeugmeisterului austro-ungar Franz Conrad von Hötzendorf, pe de-o parte ca un act de cavalerism și pe de alta ca un considerare că generalul bolnav ar fi un adversar ușor; acesta din urmă s-a dovedit a fi o gafă. Putnik putea conduce foarte bine armata Serbiei, chiar dacă el nu a părăsit aproape deloc camera specială a spitalului din Serbia.

## 1914
Războiul împotriva Serbiei a început pe 28 iulie când Austro-Ungaria a declarat război Serbiei și artileria a bombardat Belgradul pe 29 iulie. Pe 12 august armatele Austro-Ungariei au trecut râul Drina.
Inițial, trei din cele șase armate ale Austro-Ungariei au fost mobilizate la granița Serbiei, dar datorită intervenției rușilor, a II-a armată a fost trimisă pe Frontul din Galiția. Dar cu toate aceste, austro-ungarii mai aveau la dispoziție încă două armate (a V-a și a VI-a) pentru un atac la granița Bosniei. Armatele a V-a și a VI-a aveau aproximativ 270.000 de luptători, ce erau mai bine echipate decât cea sârbă. În mare parte, comanda austro-ungară a fost în mâinile ineficiente ale generalului Potiorek. Cu toate acestea, Imperiul Austro-Ungar a avut a treia mare populație din Europa în 1914, după Rusia și Germania, și aproape de douăsprezece ori populația Regatului Serbiei.

### Bătălia din Țer

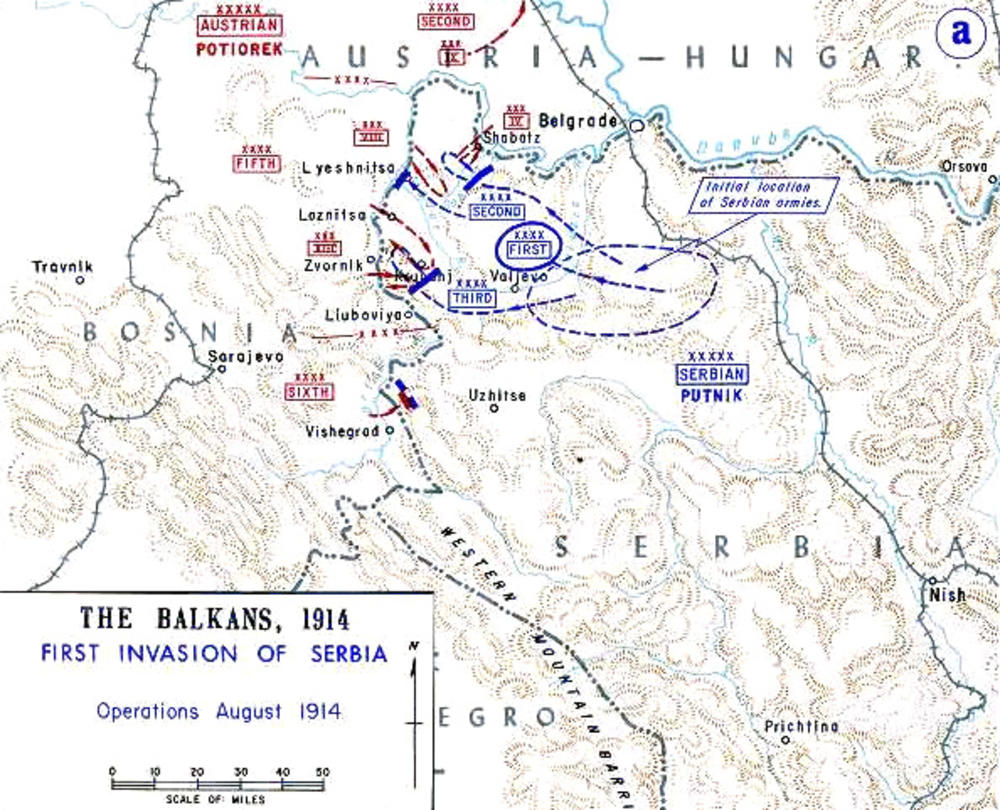
Primul atac asupra Serbiei, august 1914.

Potiorek a grăbit atacul împotriva Serbiei din nordul Bosniei, cu a V-a armată, sprijinită de componente ale armatei a II-a de la Sirmia. Armata a doua urma să fie trimisă la Galiția să lupte împotriva rușilor de la sfârșitul lunii august, până atunci a fost uzată. A șasea a fost poziționată în sudul Bosniei și nu a fost încă pregătită să înceapă operațiunile ofensive. Dorința lui Potiorek a fost de a câștiga o victorie înainte zilei de naștere a împăratului Iosif și să înfrângă Serbia cât mai curând posibil. Astfel, el a făcut două erori strategice grave, atacând cu puțin peste jumătate din putere, și atacând vestul deluros al Serbiei și nu nordul neted. Această mișcare l-a surprins pe mareșalul Putnik, care a așteptat un atac din nord, inițial crezând că a fost un atac simulat. Odată ce a devenit limpede că a fost forța principală, puternica armată a II-a sub comanda generalului Stepa Stepanović a fost trimisă să se alăture măruntei armate a III-a sub comanda lui Pavle Jurisic Sturm care se confrunta deja austro-ungarii și îi expulza pe invadatori. După o luptă aprigă de patru zile, austro-ungarii au fost nevoiți sa se retragă, marcând prima victorie a aliaților în război. Pierderile au ajuns la aproximativ 23.000 de austro-ungari (dintre care 4.500 au fost luați prizonieri) și 16.500 pentru sârbi.